# عقبة الجمالة (نجرة)

تعديل مصدري - تعديل

عقبة الجمّالة هي إحدى قرى عزلة الشعاثمة بمديرية نجرة التابعة لمحافظة حجة، بلغ تعداد سكانها 115 نسمة حسب تعداد اليمن لعام 2004.